# Jean Bosco
Pour les articles homonymes, voir Don Bosco (homonymie), Saint Jean et Bosco.
Saint Jean Bosco, ou Don Bosco, né Giovanni Melchiorre Bosco le 16 août 1815 à Castelnuovo d'Asti (village de la principauté du Piémont, Piémont-Sardaigne), et mort le 31 janvier 1888 à Turin (Italie), est un prêtre italien.
Il a voué sa vie à l'éducation des jeunes enfants issus de milieux défavorisés et a fondé, en 1859, la Société de Saint François de Sales, plus connue sous le nom de congrégation des Salésiens. L'Église catholique romaine l'a déclaré saint le 1er avril 1934, sous le nom de saint Jean Bosco. Il est fêté le 31 janvier selon le Martyrologe romain et selon le calendrier des Saints Anglicans. C'est le saint patron des éditeurs, des éducateurs, des apprentis et des prestidigitateurs.

## Biographie

### Enfance

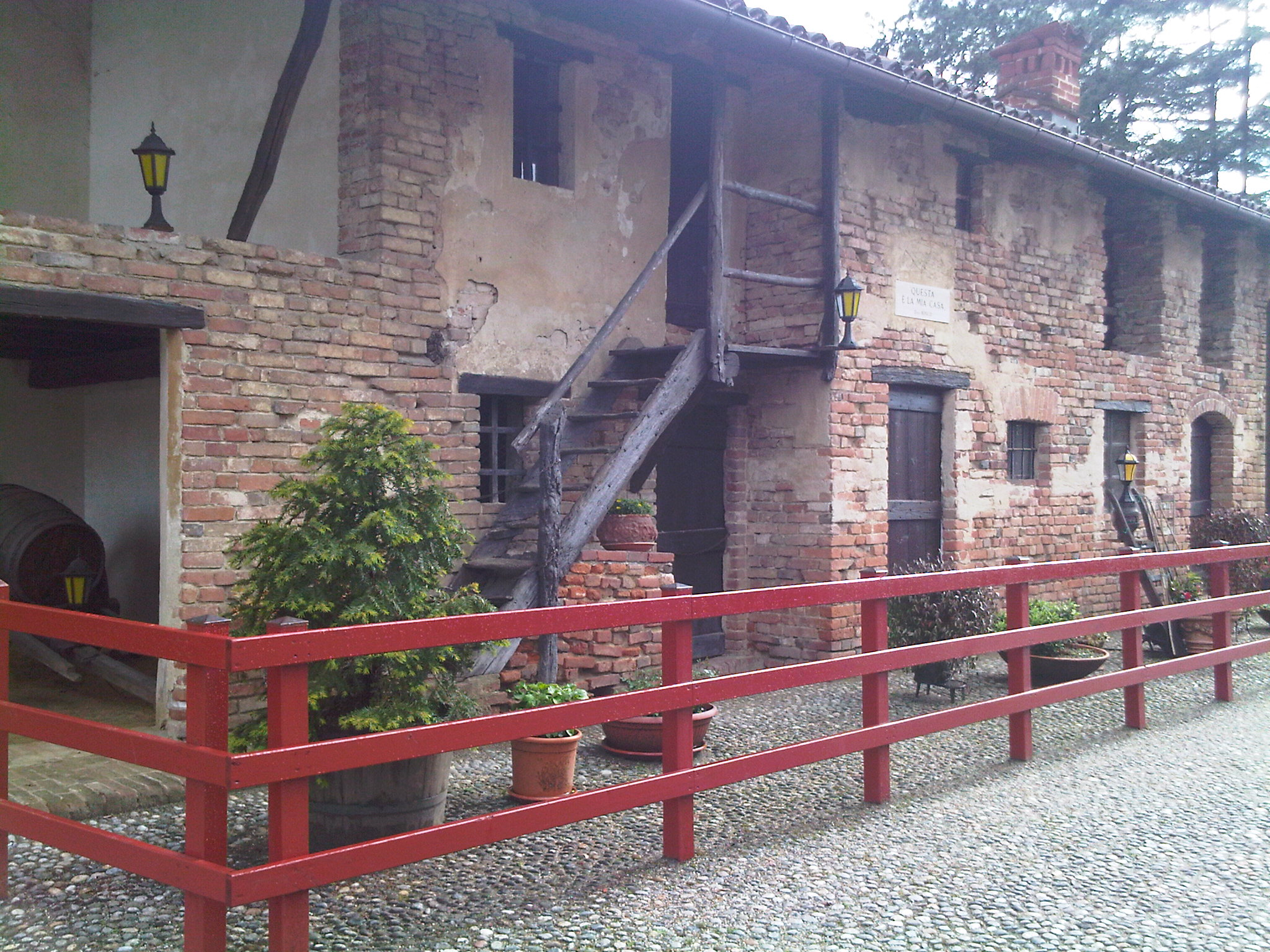
La ferme familiale aux Becchi.

Jean Bosco est né le 16 août 1815 aux Becchi, un hameau de petites fermes près de Castelnuovo d'Asti (maintenant Castelnuovo Don Bosco), au Piémont. Ses parents sont des paysans pauvres et sa mère (Marguerite Occhiena, reconnue vénérable depuis 2006) devint veuve avec trois enfants en 1817.
Par son caractère et ses qualités intellectuelles, il avait une grande influence sur les enfants de son âge, qu'il entraînait avec lui vers les divertissements et la prière. Doté d'une mémoire extraordinaire et d'une intelligence hors du commun, il s’ingéniait à répéter à ses amis les sermons qu'il avait entendus à l'église. Ce sont là les premiers signes de sa vocation apostolique. Sa mission sacerdotale fut extraordinairement féconde.

### Formation et ordination

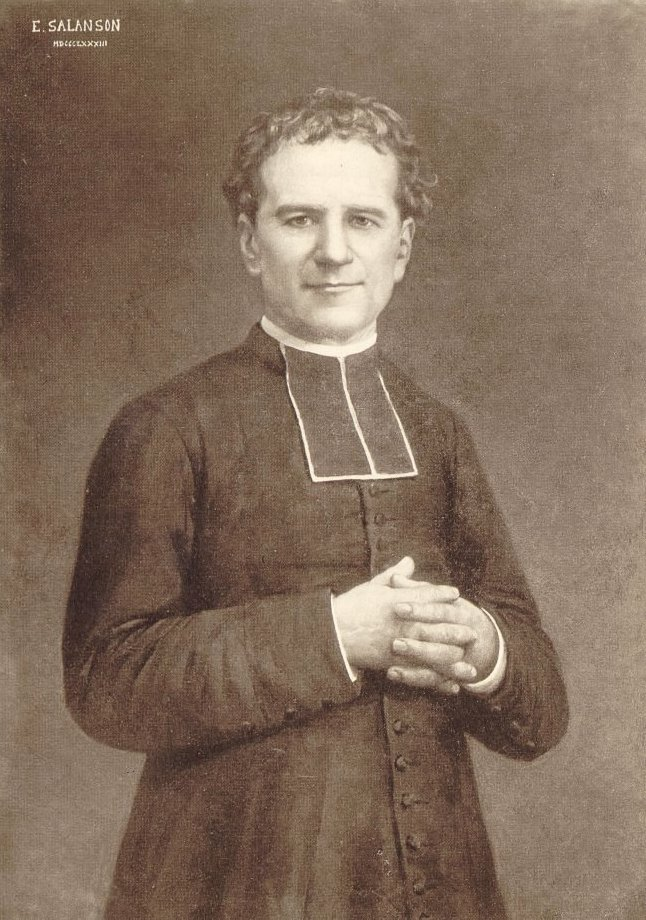
Portrait de Don Bosco en 1883 par Eugénie Salanson.

Sa famille étant très pauvre, il fit ses études avec l'aide de bienfaiteurs et avec l'argent qu'il a gagné en travaillant, comme serveur dans un café ou comme palefrenier. Pendant ses études, il en a profité pour apprendre les différents métiers de ceux qui le logeaient. C'est ainsi qu'il fut tour à tour apprenti cordonnier, apprenti forgeron, apprenti menuisier. Sans le savoir, il se préparait à fonder différentes écoles de métiers à l'intention de ses futurs élèves. Ordonné prêtre en juin 1841, il se consacra aux jeunes pauvres et abandonnés des quartiers populaires de Turin, notamment aux jeunes ouvriers. On l'appelle « Don Bosco ».
Ému par les misères matérielles et spirituelles de cette jeunesse abandonnée, il décida de les réunir tous les dimanches, pour les instruire et les éduquer, tout en leur procurant des divertissements. Plusieurs de ces jeunes étaient errants, sans ressource ni famille. Beaucoup d'entre eux avaient connu la prison, souvent accusés d'avoir volé pour pouvoir se nourrir.
L'abbé Joseph Cafasso (1811-1860, canonisé en 1947), qui fut son ancien professeur de théologie morale et son conseiller spirituel au début de sa carrière sacerdotale, aussi aumônier des prisons de Turin, l'avait sensibilisé à cette dure réalité. Les premières fois que Don Bosco eu un contact des jeunes pour les aider, ce fut comme sa rencontre avec le jeune Barthelemy Garelli, le 8 décembre 1841. C'est au cours de cette rencontre, que Don Bosco a perçu l'appel de toute la jeunesse abandonnée.
Par ailleurs, ces jeunes étaient devenus farouches et agressifs et comprenaient mal l'intérêt qu'un prêtre pouvait leur porter, eux qui étaient abandonnés, désillusionnés et rejetés de partout. Aussi leurs premières réactions furent parfois des injures. Certains citoyens bien-pensants soupçonnaient aussi Don Bosco de rassembler des jeunes délinquants et désœuvrés pour fomenter des manifestations et des désordres, voire des révolutions.
Aussi, à la demande des citoyens et des autorités de la ville de Turin, fut-il expulsé de bien des endroits avec ses jeunes jugés bruyants et dérangeants avant de pouvoir s'établir définitivement dans le quartier de Valdocco, en banlieue de Turin. Deux chanoines, dont l'histoire a retenu les noms, Don Nasi et Don Alsoneti, pensèrent même que ses projets étaient la manifestation de la folie des grandeurs et tentèrent de le faire interner dans un asile de malades mentaux, appelé à l'époque « maison de santé ».
La perception de la population et des autorités de la ville changea rapidement à la suite du dévouement que déployèrent plusieurs de ces jeunes « voyous », dirigés par Don Bosco au cours de l'épidémie de choléra qui sévit à Turin dans les années 1854-1855. Miraculeusement, aucun de ces jeunes infirmiers ne fut contaminé. Il devint alors évident qu'il fallait prendre au sérieux les activités de Don Bosco et des jeunes garçons qu'il accueillait. Il est mondialement connu de nos jours pour avoir aidé à réhabiliter des délinquants, parfois même très endurcis.
Des récits marquants de sa vie à ce sujet sont rapporté par Charles d'Espiney (1821-1894) dans son ouvrage intitulé "Don Bosco".

### Établissement de l'oratoire Saint-François-de-Sales
Sans autre ressource que son ardent désir d'aider cette jeunesse, confrontée à un profond sentiment de désespérance, de lui redonner l'estime de soi, de prendre conscience de son potentiel, de la possibilité pour eux de s'insérer dans la société et d'y jouer un rôle, il ouvrit un refuge avec l'aide de sa mère, Marguerite Occhiena, dite Maman Marguerite (reconnue vénérable depuis 2006), celle-ci ayant accepté de l'accompagner à Turin, pour l'aider à offrir le toit et le couvert aux plus déshérités.

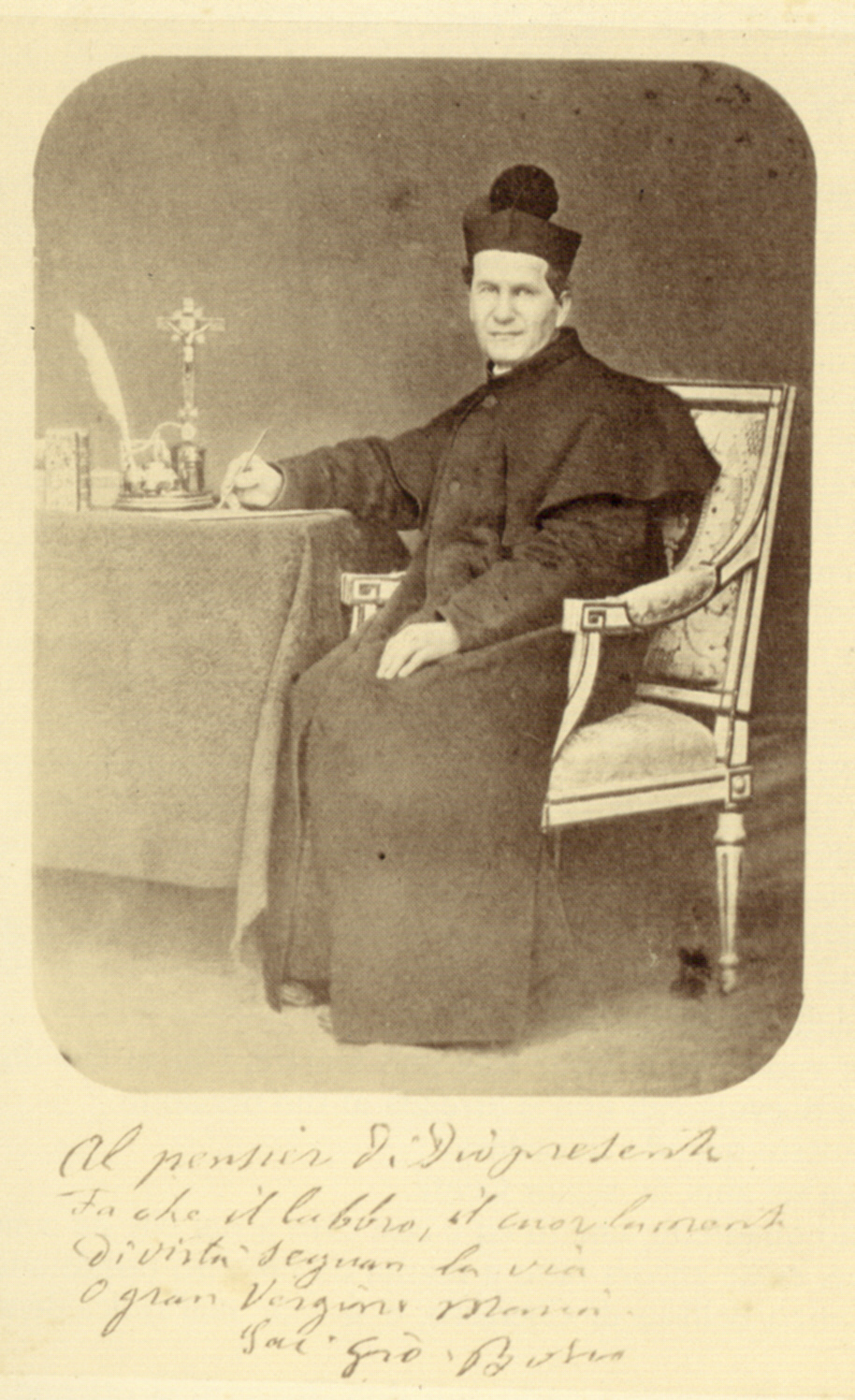
Jean Bosco à Turin vers 1865.

Ce furent les débuts de l'Oratoire Saint-François-de-Sales, dans le Valdocco, dont les activités s'élargiront sans cesse : cours du soir en 1844, foyer d'apprentis en 1847, école secondaire, camps de vacances (1848) et cours professionnels. Don Bosco rédigea aussi plusieurs manuels scolaires à l'intention de ses jeunes élèves. Il publia enfin une revue mensuelle, les Lectures catholiques, dont le tirage atteignit 15 000 exemplaires, chiffre énorme pour l'époque (1853). Les retombées et l'influence des idées diffusées dans ces publications furent telles que certains adversaires frustrés attentèrent à sa vie, Don Bosco en fait état dans ses Mémoires, avec l'apparition d'un énorme chien gris, « le Grigio », surgissant mystérieusement, on ne sut jamais d'où, mais toujours au bon moment, doux et patient avec les enfants de son patronage, mais féroce envers les agresseurs.
Don Bosco développa l'idée, assez nouvelle pour l'époque, que l'éducation intellectuelle et professionnelle permet d'empêcher la délinquance. Pour cela, l'éducateur doit être ferme avec les jeunes, tout en étant bienveillant et en leur faisant confiance, en attendant de chacun le meilleur (amorevolezza en italien). À ce titre, Don Bosco figure parmi les grands éducateurs et pédagogues du XIXe siècle.

## Les Salésiens et les Salésiennes

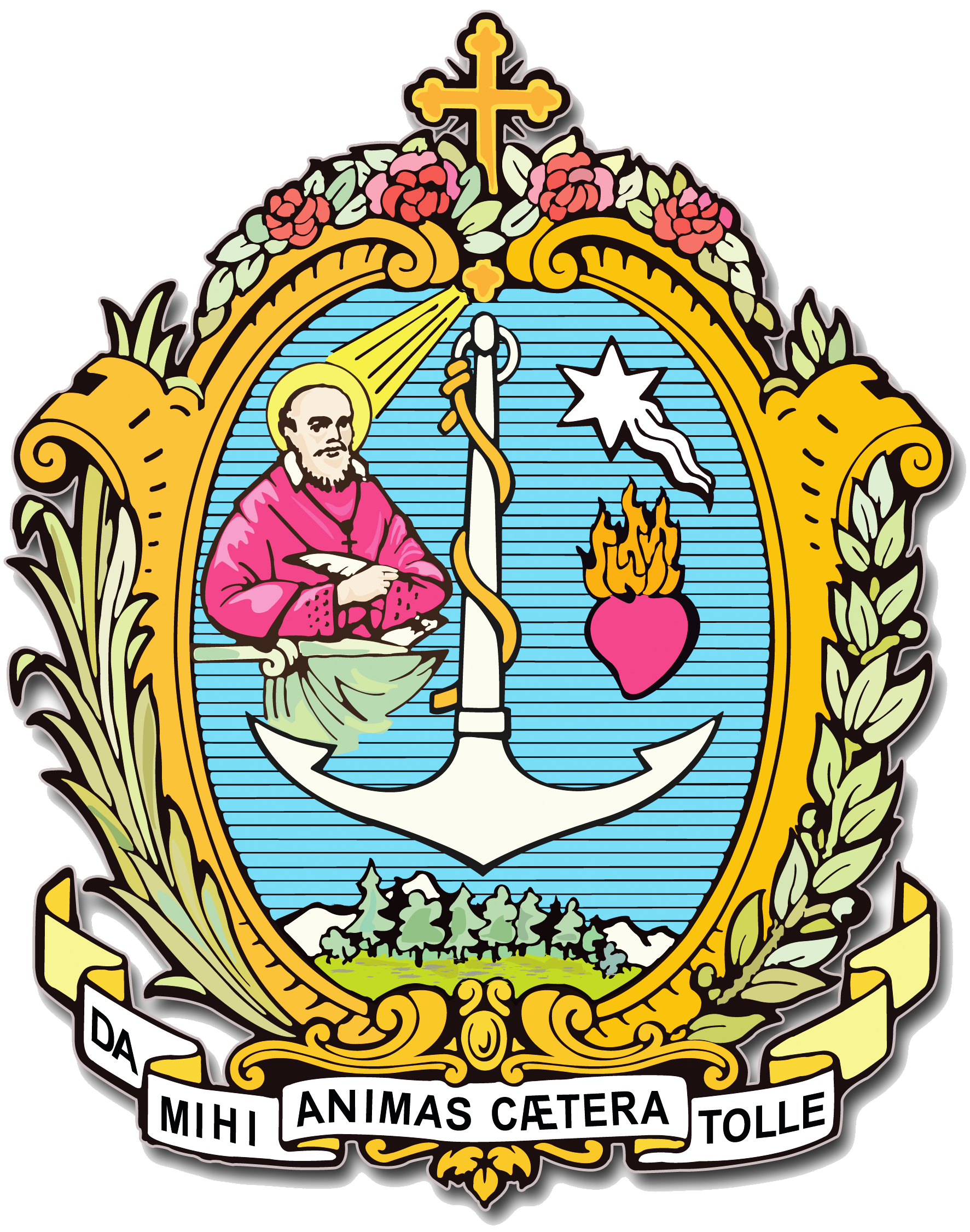
Armoiries des Salésiens de saint Jean Bosco.

Pour assurer le développement de son action, il s'entoura de prêtres éducateurs avec lesquels il fonda, le 26 janvier 1854, la Société de saint François de Sales (dont les membres sont couramment appelés « salésiens »). Leur mission est l'éducation des enfants défavorisés. La Société Saint François de Sales sera approuvée en 1869 par Pie IX.
En 1872, avec Marie-Dominique Mazzarello, Jean Bosco fonda l'Institut des Filles de Marie Auxiliatrice (ou Salésiennes). En 1876, il a fait approuver une manière de tiers-ordre, la Pieuse Union des coopérateurs salésiens.
Il est fondateur de maisons d'accueil pour étudiants, de foyers pour jeunes ouvriers et de séminaires pour vocations tardives. Son activité au service de la jeunesse des milieux populaires, les résultats qu'il obtient auprès d'elle dans les divers domaines de la formation générale, professionnelle, religieuse et ses recherches pédagogiques, sont bientôt connus à travers l'Europe, où les fondations d'instituts se multiplient.

## Son rayonnement

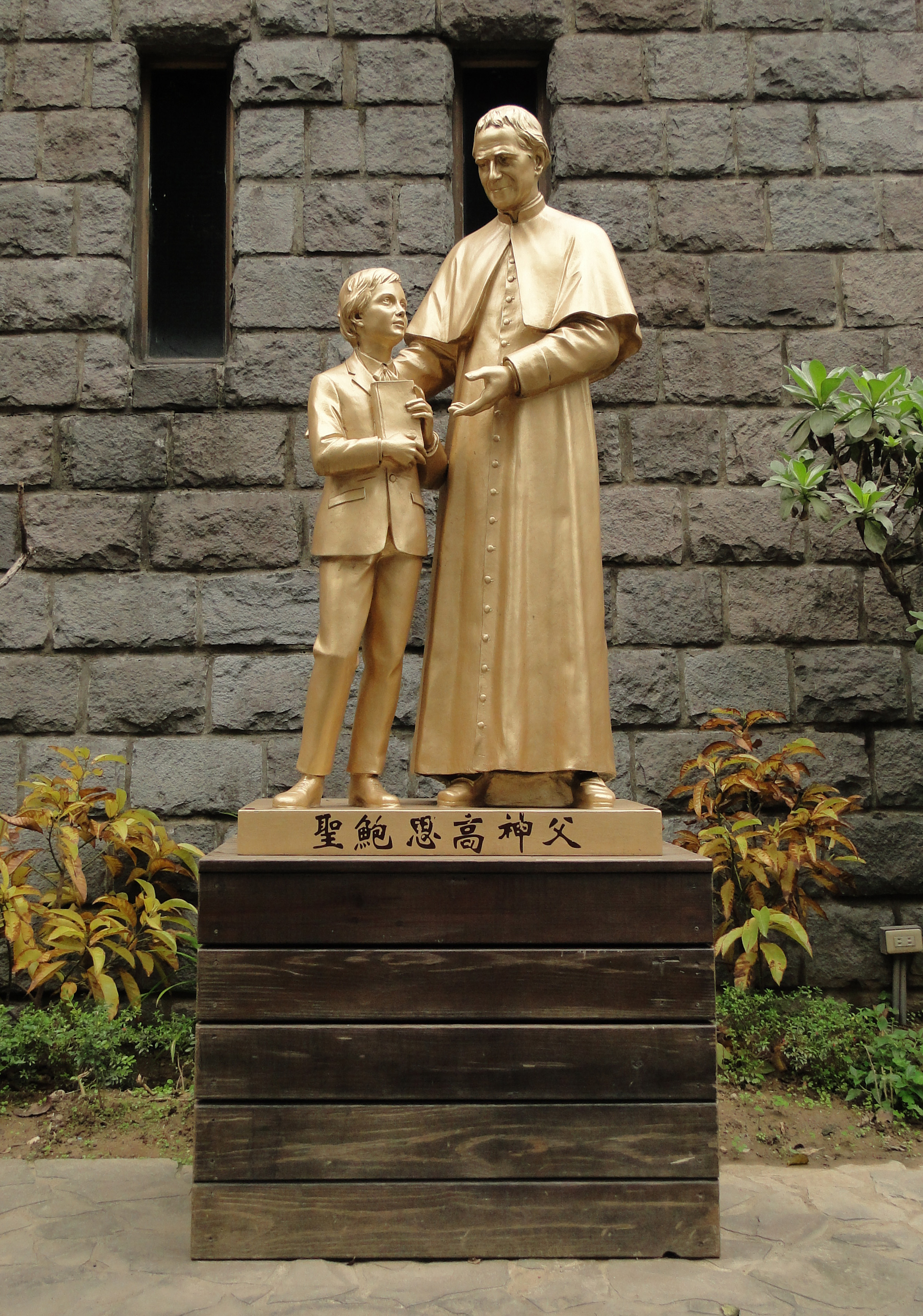
Statue de Don Bosco à Taïwan.

Don Bosco a œuvré dans le nord de l'Italie, région profondément anticléricale à l'époque. Victor-Emmanuel II avait pour ambition d'unifier et de donner une véritable indépendance politique à l'Italie morcelée en diverses principautés et royaumes alliés (pour ne pas dire vassaux) de l'empire d'Autriche, possession de la très catholique maison de Habsbourg-Lorraine. Pour ce faire, le roi de Sardaigne devait non seulement annexer les différents états Italiens (dont les souverains étaient ses parents liés par la même politique cléricale et conservatrice) mais aussi annexer les États pontificaux sur lesquels les papes régnaient depuis plus de mille ans. Pourtant, Don Bosco réussit à maintenir de bonnes relations à la fois auprès du pape Pie IX, des dirigeants politiques, entre autres le marquis Michele Benso de Cavour, père de Camillo Cavour, le roi Victor-Emmanuel II, et le premier ministre du royaume d'Italie, Urbano Rattazzi, qui s'était pourtant attaqué aux privilèges des congrégations religieuses.
Reçu en audience par le roi, Don Bosco lui aurait prédit que s'il ne mettait pas un terme à sa politique anticléricale, il serait frappé par deux fois dans les affections qui lui étaient le plus chères. En effet, la reine-mère et la reine moururent en janvier 1855 à quelques jours d'intervalle.
Rattazzi fut même l'un de ceux qui suggérèrent à Don Bosco de fonder l'ordre des Salésiens, pour continuer son œuvre, dont il reconnaissait l'utilité et la nécessité, et pour laquelle il avait beaucoup de considération. Il lui a d'ailleurs suggéré une formule juridique pour le statut des membres de sa congrégation pour que les gouvernements anticléricaux ne s'y opposent pas : « une association de citoyens libres poursuivant un objectif commun dans l'intérêt de la société ».
Cette formule confère aux Salésiens le statut de citoyens aux yeux de l'État et de religieux aux yeux de l'Église, le vœu de pauvreté des Salésiens est différent de celui qui est prononcé dans d'autres ordres religieux. Les Salésiens ne font pas vœu de pauvreté proprement dit, mais s'engagent à laisser l'usufruit des biens qu'ils pourraient posséder à la société salésienne. Ils conservent la liberté de tester (Droit : déclarer par un acte ce que l’on veut qui soit exécuté après sa mort).
Ces modalités particulières du vœu de pauvreté des Salésiens entérinent les suggestions du ministre Rattazzi qui s'était attaqué aux privilèges des congrégations religieuses en Italie notamment en raison de la mainmorte. Les membres des congrégations religieuses n'avaient pas d'enfant et ne pouvaient posséder personnellement des biens qu'ils transmettaient à des héritiers. Lors du décès d'un religieux, ses biens étaient dévolus à la congrégation qui pouvait ainsi les accumuler indéfiniment, sans rendre de compte.
Don Bosco a su s'entourer de personnes compétentes et dévouées, provenant de toutes les couches de la société. Il a aussi assuré la relève nécessaire à la pérennité de son œuvre en formant, en instruisant et entraînant à cette fin les jeunes disciples les plus prometteurs qu'il avait accueillis. Une grande partie des premiers Salésiens sont des jeunes que Don Bosco avait accueillis en sa maison. Ainsi, l'abbé Michel Rua (depuis proclamé bienheureux) qui fut son premier successeur, l'abbé Jean Cagliero qui partit en 1875 pour établir les premières missions salésiennes en Amérique du Sud, avant de devenir cardinal en 1915, et Joseph Buzzetti qui fréquenta l'oratoire dès l'âge de dix ans et s'y dévoua pendant toute sa vie dans les fonctions les plus diverses, illustrent bien ce fait. Don Bosco a été aussi l'un des premiers à concevoir des contrats de travail pour protéger les droits et la santé des jeunes dont il s'occupait et qui étaient souvent exploités par les industries et le monde de la construction. Il est ainsi devenu un des précurseurs du droit et des normes du travail. Au début de la révolution industrielle, Turin était une ville en plein développement, avec les problèmes sociaux que cela comportait.

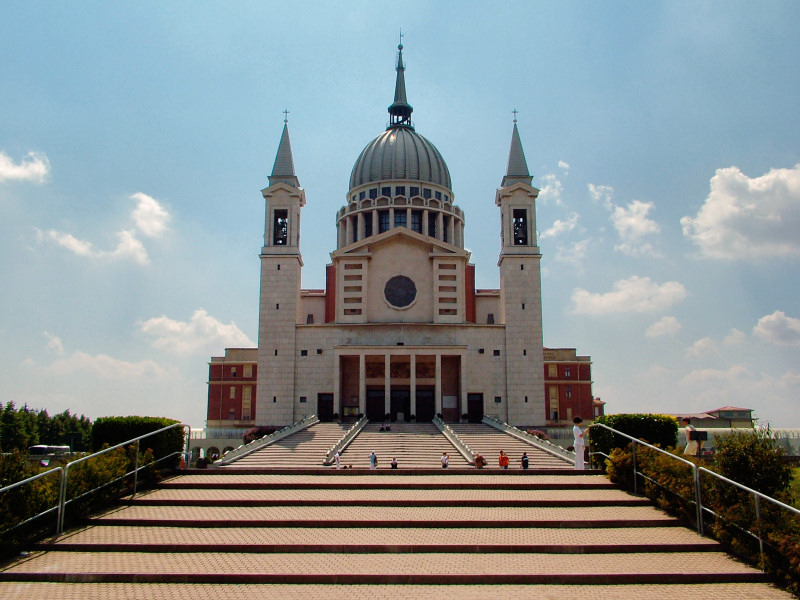
La basilique Don Bosco près de Castelnuovo Don Bosco, dans le nord de l'Italie.

Toute la population de cette région lui a voué respect et vénération, reconnaissant l'œuvre accomplie. On lui a attribué des miracles, le don de lire dans les consciences et de prédire l'avenir, ce qui expliquerait en partie sa popularité immense et les triomphes qu'il remporta dans ses voyages en France (1883) et en Espagne (1886).
Mais on a, depuis lors, insisté sur ses qualités exceptionnelles d'éducateur. À l'exception d'un Traité sur la méthode préventive en éducation écrit en 1876 et publié le 12 mars 1877 lors de l'inauguration solennelle du nouveau siège de l’œuvre , il n'a pas laissé d'exposés didactiques, sa pédagogie se comprenant à partir de son action.
Il faisait de l'éducation une affaire de confiance affectueuse et vigilante qui devait s'exprimer dans la joie et il admettait dans ses groupements une liberté si étonnante pour l'époque qu'on l'a souvent passée sous silence. Une de ses maximes était : « Prévenir et non réprimer ».
Don Bosco fut un précurseur et promoteur de nombreuses idées nouvelles, avec les risques que cela comporte. Il fut souvent confronté à des différends avec des personnes dont il attendait de l'assistance et de l'encouragement. L'une des plus grandes épreuves que Don Bosco a vécues en ce sens, fut le désaccord avec son archevêque, Mgr Lorenzo Gastaldi. Pourtant, Don Bosco et Mgr Gastaldi avaient d'abord été de grands amis. La mère de Mgr Gastaldi vint pendant plusieurs années aider Marguerite, mère de Don Bosco, à entretenir les vêtements des jeunes accueillis à l'oratoire et l'hygiène corporelle des jeunes protégés. Ceci était important pour ces jeunes qui devaient réussir à convaincre des employeurs de les embaucher. Don Bosco avait appuyé, auprès du Pape Pie IX, la nomination de Mgr Gastaldi au siège archiépiscopal de Turin en 1871.
Si Mgr Gastaldi avait été un personnage discutable, on pourrait peut-être hausser les épaules, mais il fut par ailleurs un grand archevêque. Avant d'être élevé à l'épiscopat, il avait été en mission pendant quelques années en Angleterre, à l'époque du mouvement d'Oxford, qui marqua la renaissance du catholicisme en Angleterre.
La source du désaccord entre Don Bosco et Mgr Gastaldi a résidé dans les modalités du recrutement et la formation du clergé. Quand Mgr Gastaldi arriva au siège archiépiscopal de Turin, il avait constaté que le recrutement des prêtres du diocèse de Turin était insuffisant et il comptait sur Don Bosco pour activer ce recrutement. Mais Don Bosco projetait le développement de la nouvelle société salésienne, à laquelle plusieurs nouveaux séminaristes, qui avaient quitté le séminaire diocésain, avaient choisi d'adhérer, de préférence au rattachement au diocèse.
D'autre part, Mgr Gastaldi et Don Bosco n'avaient pas la même conception de la formation des prêtres, et ces questions tourmentaient sa conscience d'archevêque. S'ils se destinaient à l'éducation des jeunes, Don Bosco préconisait une formation précoce sur le terrain, tout en poursuivant les études théologiques et philosophiques conduisant au sacerdoce. L'archevêque considérait plutôt que la formation théologique et sacerdotale devait être plus complète et avoir lieu dans des séminaires ou des noviciats, milieux plus propices à l'étude et au recueillement. Selon lui, l'implication auprès des jeunes devait avoir lieu plus tard seulement.
De plus, la congrégation des Salésiens avait été approuvée par le Saint-Siège avec, selon Mgr Gastaldi, plusieurs dérogations et privilèges exceptionnels dans les circonstances, Don Bosco échappait alors d'une certaine façon à la juridiction de son archevêque. Les relations se compliquèrent quand des écrits anonymes, faussement attribués à Don Bosco ou à son entourage, vilipendèrent l'archevêque Gastaldi. De là un conflit qui dura plusieurs années, et qui ne prit vraiment fin qu'avec la mort subite de l'archevêque, en 1883.
Les relations de Don Bosco furent beaucoup plus faciles avec le successeur de Mgr Gastaldi, le cardinal Gaetano Alimonda, qui, dès son intronisation, reconnut le bien-fondé des méthodes et de la pensée de Don Bosco. Avant sa nomination comme archevêque de Turin, le cardinal Alimonda avait été recteur du séminaire de Gênes pendant plusieurs années. Il était donc compétent pour évaluer les modes de formation des Salésiens qui se destinaient au sacerdoce. Quand Don Bosco mourut en 1888, ce fut le cardinal Alimonda qui célébra les funérailles et prononça l'oraison funèbre. Plusieurs milliers de personnes assistèrent à ces funérailles, de près ou de loin.
Ce différend avec Mgr Gastaldi suscita des questionnements qui firent l'objet d'examens approfondis lors du procès en canonisation. À certains moments, les postulateurs de la cause de béatification craignirent que ces controverses, soulevées par des témoins contemporains et par le promoteur de la foi (dit l'avocat du diable), lors du procès en canonisation ne le fissent échouer. En effet, au début du XXe siècle, certaines personnes influentes se souvenaient encore du litige opposant Don Bosco et Mgr Gastaldi, et approuvaient plutôt l'attitude et les opinions de Mgr Gastaldi.
Toutefois, le pape Pie XI qui avait connu Don Bosco et avait visité son œuvre à Turin-Valdocco, alors qu'il était encore un jeune prêtre, nommé Don Achille Ratti, professeur de théologie au grand séminaire de Milan et conservateur de la bibliothèque ambrosienne de Milan, encouragea énergiquement la béatification et la canonisation de Don Bosco, lesquelles eurent lieu le 2 juin 1929 pour la béatification et le 1er avril 1934 pour la canonisation
La fête de Don Bosco est fixée au 31 janvier, date anniversaire de sa mort. À quelqu'un qui s'interrogeait sur le temps que Don Bosco consacrait à la prière, vu l'intensité de ses nombreuses activités, le Pape Pie XI répondit qu'il fallait plutôt se demander à quels moments Don Bosco ne priait pas.
En 1958, Pie XII le proclame patron des apprentis.
Au 1er janvier 2004, on comptait 16 692 Salésiens et 523 novices répartis dans 1 871 maisons, ainsi que 15 855 Salésiennes et 414 novices dans 1 564 maisons.

## Hommages
(janvier 2019).
Si vous disposez d'ouvrages ou d'articles de référence ou si vous connaissez des sites web de qualité traitant du thème abordé ici, merci de compléter l'article en donnant les références utiles à sa vérifiabilité et en les liant à la section « Notes et références ».

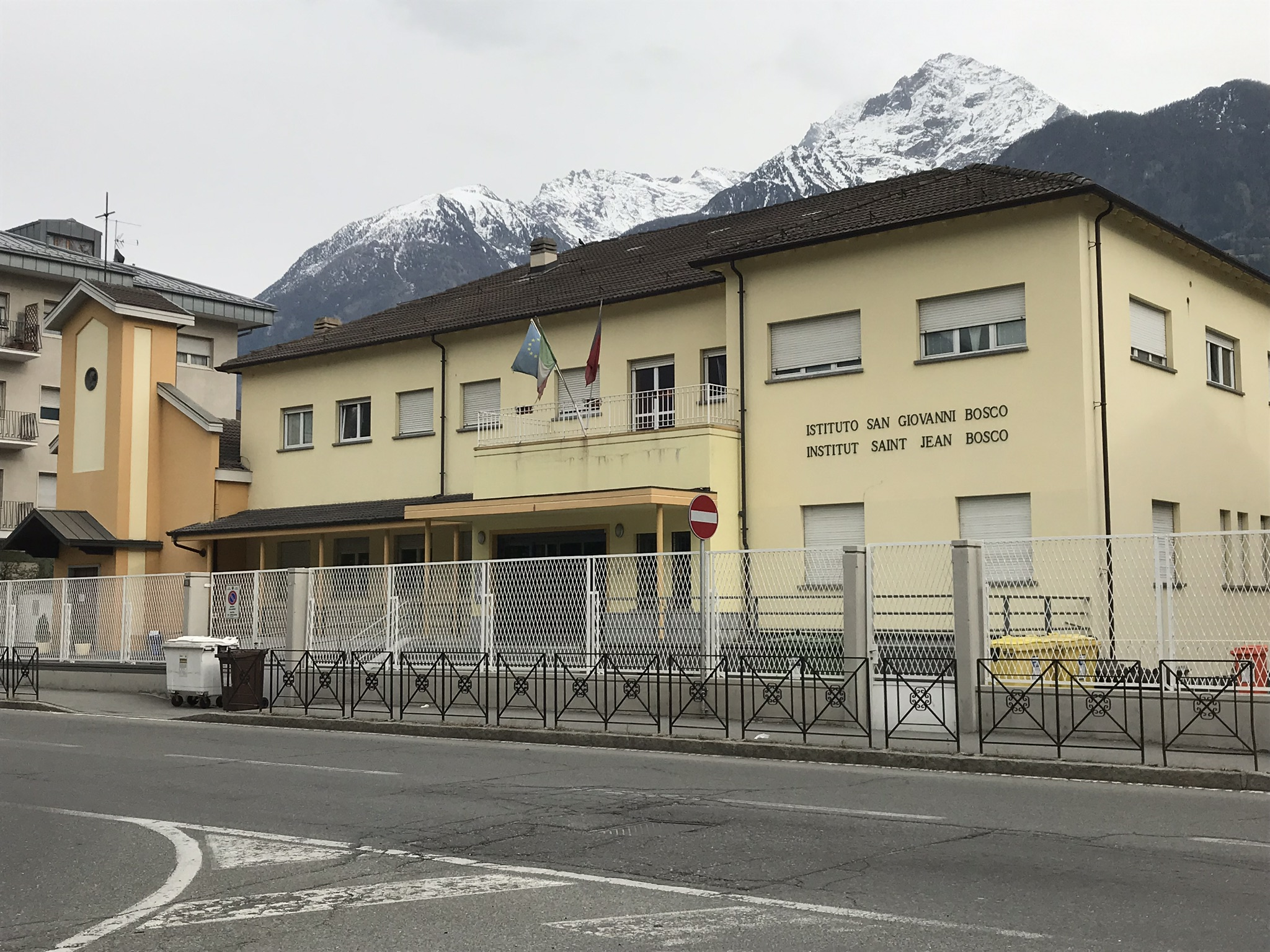
L'institut Saint Jean Bosco à Aoste.

- À Rome, la basilique San Giovanni Bosco fut construite dans les années 1950 en hommage et le quartier Don Bosco qui l'entoure est renommé en son honneur.
- A Caen (France), une association médico-social qui oeuvre depuis 1961 pour la protection d'enfants en difficultés porte son nom : l'Association des Amis de Jean Bosco.
- École primaire Saint-Jean-Bosco dans la ville de Douala au Cameroun.
- En Vallée d'Aoste, deux écoles parifiées portent son nom : un institut d'éducation primaire à Aoste et la principale école supérieure de menuiserie de la région, située à Châtillon.
- En Syrie "Salesiani Don Bosco" école des moines à Kafroun
- Une école primaire porte son nom à l'Île Maurice : Saint Jean Bosco R. C. A. School, cette école se situe dans la ville de Curepipe à l'arrière de la basilique de Sainte-Hélène.
- Des écoles secondaires portent son nom en Europe et en Afrique (notamment au Maroc dans la ville de Kenitra), mais la Belgique est la seule à organiser une compétition sportive : InterBosco.
- En Amérique du Sud, plusieurs fondations portent son nom et œuvrent dans le même but que Don Bosco.
- Don Bosco est l'un des patrons de Brasilia, la capitale du Brésil, en raison d'une « prophétie » effectuée à la suite de l'un de ses rêves dans lequel il avait vu la création d'une cité prospère située au bord d'un lac entre les 15e et 20e parallèles de l'hémisphère sud.
- Le groupe Scout de France, 14e Strasbourg, implanté à Neudorf (Strasbourg) porte le nom de groupe Jean Bosco.
- Le groupe Scouts et Guides de France implanté à Pontoise porte le nom de groupe Don Bosco.
- À Paris, l'église Saint-Jean-Bosco renferme des reliques du saint[6]. Dans la même ville, la meute du groupe 120 des Scouts unitaires de France porte le nom de Saint Jean Bosco. Par ailleurs, dans le 16e arrondissement, se trouve le foyer Jean-Bosco, 23 rue de Varize, destiné aux étudiants[7].
- À Nice, un groupe Scouts et Guides de France créé en 2025 porte le nom Nice Don-Bosco.
- À Montpellier, l'église Don Bosco (paroisse Saint Jean Baptiste du Lez) a été édifiée dans le quartier Antigone.
- À Sherbrooke au Canada, dans la province de Québec, une rue est nommée en l'honneur de Don Bosco. Il y a également, sur cette même rue, un collège d'enseignement secondaire privé nommé Le Salésien[8].
- À Saint-Charles-Borromée, au Canada, le centre récréatif et le parc qui l'entoure porte son nom. Le centre est d'ailleurs situé sur le chemin Jean-Bosco.
- À Saint-Macaire-en-Mauges, le collège privé de la commune porte le nom de collège Jean Bosco.
- À Marseille, la Fondation Don Bosco propose un lycée technologique et un lycée professionnel.
- À Saint-Cyr-sur-Mer, il existe un collège primaire Don Bosco.
- À Nice, la Fondation Don Bosco[9] propose un collège privé, un CFA, un lycée général et technologique et un lycée professionnel. Une place porte aussi son nom.
- À Landser (Haut-Rhin, Alsace), existe un établissement privé « Don Bosco Landser » (école, collège et lycée général) suivant la façon de penser de Don Bosco. Les mots d'ordre y sont : « Partage et confiance en la jeunesse ».
- À Chambéry, en Savoie, la Fondation du Bocage, sous tutelle de la fondation salésienne gère un lycée professionnel, un centre de formation continue, un centre de vacances et une maison d'enfance. Une école privée porte son nom et une église lui est consacrée[10].
- En République démocratique du Congo, le collège Saint François de Lubumbashi a été plusieurs fois désigné comme la meilleure école du pays et les institutions salésiennes dans la ville de Lubumbashi sont la référence en matière d'éducation et de santé.
- À Antananarivo au Madagascar, radio Don Bosco émet sur 93,4 MF, où siège dans le quartier d'Ivato l'administration de la communauté Salésienne Malgache.
- À Gières en Isère, une école primaire et un collège sont également nommés Don Bosco.
- À Campo Grande au Brésil, une université salésienne est nommée Universidade Catolica Don Bosco.
- En Belgique : à Gand, se trouve le lycée technique Don Bosco ; à Bruxelles, l'institut Don Bosco; à Tournai, le centre scolaire et internat Don Bosco; à Ghlin (Mons), l'école professionnelle Don Bosco, et à Quiévrain, le centre scolaire don bosco.
- À Kénitra au Maroc, il existe une école primaire et un collège nommés Don Bosco.
- À Meylan en Isère, une église porte son nom.
- À Gabarret dans les Landes, une école primaire, un collège et un lycée professionnel sont nommés Saint Jean Bosco.
- À Marlieux, l'école primaire et le collège privé de la commune porte le nom de Saint Jean Bosco.
- À Mayenne[11], l'ensemble scolaire privé porte le nom de Don Bosco.
- A Meximieux, l'école élémentaire porte le nom de Saint Jean Bosco.
- À Mulhouse, une paroisse consacrée en 1955 porte son nom ; elle est administrée par des Pères salésiens depuis l'origine.
- À Dijon, en Côte d'Or, une église porte son nom.
- À Maastricht, aux Pays-Bas, un club de foot étudiant lié a l'université de Maastricht porte son nom; DBSV (Don Bosco Studenten Voetbal) Red Socks
- Le Campobosco est un camp catholique organisé avec des jeunes, par les Salésiens de Don Bosco. Ces rencontres forment des jeunes, qui y apprennent la vie telle que les Salésiens la voient. Cette rencontre est organisée dans différents pays (France, Espagne, etc.).
- À Compiègne, une école et un collège privés portent le nom de Groupe scolaire Don Bosco.
- Le groupe scout et guides d' Europe IVème Paris qui porte son nom
- À Bailleul, le centre de formation Don Bosco

À partir de juin 2010, les reliques de Don Bosco sont emmenées en pèlerinage dans cent trente pays du monde, en préparation du bicentenaire de sa naissance qui a eu lieu en 2015.

## Films sur Jean Bosco
- Don Bosco, 1988, réalisé par Leandro Castellani (it), avec Ben Gazzara dans le rôle de Don Bosco[13],[14].
- Don Bosco, une vie pour les jeunes : réalisé par : Lodovico Gasparini (it) et avec Flavio Insinna dans le rôle de Don Bosco [15].
- Saint Jean Bosco (dessin-animé, 2012) : réalisé par : Jean-Michel Irsch [16],[17].